# Comportamento del gregge

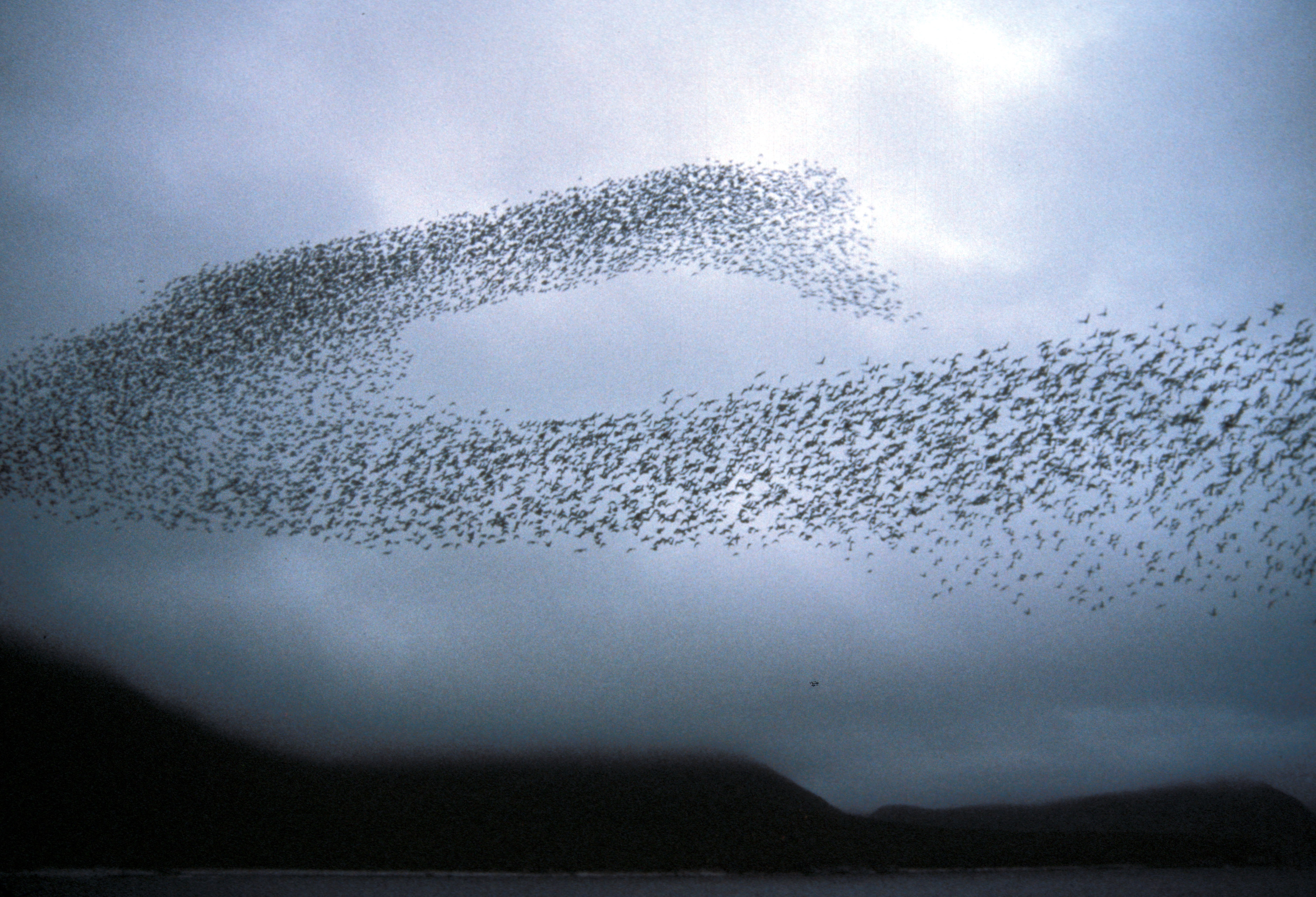
Stormo di uccelli

Comportamento del gregge o effetto gregge sono espressioni usate per descrivere situazioni in cui un gruppo di individui reagisce coerentemente, senza che ci sia alcun coordinamento tra i singoli individui. Il termine si riferisce al comportamento degli animali all'interno del gregge o dello stormo, e per similitudine viene riferito alla folla con le sue dinamiche o più controversamente per descrivere altri tipi di fenomeni umani quali le bolle speculative.

## Comportamento del gregge
Il caso di animali che sfuggono a un predatore illustra la natura non coordinata del comportamento del gregge. Si può mostrare che ogni individuo minimizza il pericolo per sé scegliendo la posizione e il comportamento che lo tiene il più possibile al centro del gruppo. Questo è stato oggetto di un famoso studio del biologo evoluzionista William Donald Hamilton, intitolato Geometria del gregge egoista. Il gregge appare, quindi, agire come un tutt'uno, il suo comportamento emerge dal comportamento non coordinato di individui che agiscono egoisticamente.

## Il concetto nelle società umane
La frase "comportamento del gregge" ha acquisito una certa popolarità nell'ambito della psicologia popolare, dove l'idea di un istinto del gregge viene offerta come spiegazione di fenomeni come le follie collettive, dove grandi numeri di persone agiscono allo stesso modo nello stesso momento. Tali persone vengono talvolta etichettate con il termine dispregiativo di "pecoroni".
Esempi di fenomeni che sono stati descritti come coinvolgenti il comportamento del gregge includono le bolle speculative i crolli in borsa, la violenza di strada, la demonizzazione e la persecuzione delle minoranze, e lo zelotismo politico o religioso. In realtà questi comportamenti possono avere poco in comune oltre al fatto superficiale che tutti coinvolgono un certo numero di individui che fanno più o meno la stessa cosa, e l'estensione con la quale possono essere ragionevolmente descritti come "comportamenti del gregge" varia.
Attribuire tali comportamenti collettivi a una "mentalità di branco" o a una "mente di gruppo" spiega poco e può facilmente distrarre l'attenzione dalla vera spiegazione per le azioni del gruppo. I seguenti esempi illustrano l'estensione dei fenomeni a cui in vari periodi è stata applicata l'etichetta di "comportamento del gregge".

## Esempi di comportamento del gruppo

### Bolle speculative
Nel caso delle bolle speculative di mercato, il comportamento ottimale per un individuo potrebbe essere quello di fare ciò che fanno gli altri, perché anche se tutti sanno di trovarsi in mezzo a una bolla, finché non scoppia, la maggior parte dei profitti viene fatta stando nel mercato. In questo caso il termine "comportamento del gregge" è relativamente appropriato, poiché il comportamento "collettivo" emerge da scelte individuali non coordinate. È interessante notare che, anche se il comportamento del gruppo è chiaramente irrazionale, il comportamento degli individui che lo causano è razionale, almeno a breve termine, anche se mostra un qualche abbandono dell'avversione al rischio, in quanto il crollo avviene solitamente senza molto preavviso. Questi fenomeni vengono oggi compresi molto meglio come un risultato di investigazioni nell'economia sperimentale e nella finanza comportamentale, in particolare dai vincitori del Nobel per l'economia Vernon Smith e Daniel Kahneman. Il concetto in finanza inoltre è particolarmente vicino all'idea sviluppata da Robert K. Merton della Profezia che si autoadempie, infatti nelle bolle speculative il meccanismo che s'innesca è di "far accadere un qualcosa cercando di prevenirla", un esempio tipico è, dopo aver sentito di un possibile fallimento di una banca, ritirare i soldi da questa, aumentando ancora più negli altri l'impulso a fare lo stesso, innescando appunto il Comportamento del Gregge.

### Comportamento nelle manifestazioni
Benché il termine "comportamento del gregge" sia stato spesso applicato ai comportamenti nelle manifestazioni politiche, la sua appropriatezza è più discutibile, in quanto tali gruppi solitamente sono coordinati fino a un certo livello. L'idea di una "mente di gruppo" o di un "comportamento della folla" venne portata avanti dagli psicologi sociali francesi Gabriel Tarde e Gustave Le Bon, e venne ampiamente adottato dai politici di estrema destra, in particolare negli anni tra le due guerre mondiali, per giustificare la repressione delle dimostrazioni.

### Affiliazioni politiche e religiose
Le persone che vengono talvolta accusate di assumere un comportamento del gregge, sono seguaci di religioni, nuovi movimenti religiosi e culti, specialmente se seguono un capo carismatico. Per molti il nazismo è l'esempio più sconvolgente di questo tipo di comportamento del gregge. Qui il termine "comportamento del gregge" sembra comunque abbastanza inappropriato per descrivere il reale comportamento del gruppo, poiché le persone stanno chiaramente dando retta a un capo, e il loro comportamento è spesso strettamente coordinato e con una attenta delineazione dei ruoli. Decidere di affiliarsi a un tale gruppo, comunque, può ragionevolmente essere pensato come una forma di follia.